# Міський стадіон (Струга)
Міський стадіон Струги (мак. Стадион «Градска Плажа»; алб. Stadiumi «Plazhi i Qytetit») — багатофункціональний стадіон у місті Струга, Північна Македонія, збудований у 1970 році. Вміщує близько 800 глядачів і наразі є домашнім стадіоном для футбольних клубів «Караорман» та «Струга».